# Алексий (Макринов)
Алексий (в миру Дмитрий Борисович Макринов; род. 25 марта 1946, Ленинград) — архимандрит, деятель неканонического православия русской традиции в России. В 1980—1992 годы — клирик Русской православной церкви. В 1960-е — 1970-е — русский поэт-авангардист, участник объединения «Хеленукты».

## Биография
Родился 25 марта 1946 года в Ленинграде. Писать начал в детстве. Ещё в 11 лет написал научно-фантастический роман «Зелёное солнце». После школы работал лаборантом, библиографом в библиотеке ЛГУ.
В 1964 года познакомился с Владимиром Эрлем и вошёл в круг поэтов Малой Садовой. Эрль отмечал, что Макринов оказал на него большое влияние. В 1965 году вместе с Владимиром Эрлем основал авангардистское литературное объединение, которое летом следующего года получило название «Хеленукты». Этот коллектив работал в жанре театрализованного поведения и литературных хэппенингов. Кроме того, участники группы изобрели оригинальный жанр абсурдистских драматических миниатюр, получивший название «драмагедии». Подписывал свои произведения «Дм. М.». Вместе с Владимиром Эрлем в сентябре 1966 года сочинил манифест «Вступительная статейка Хеленуктов». Объединение Хеленуктов просуществовало до 1970—1971 годов. По отзыву Владимира Эрля «был ключевой фигурой Хеленуктического движения».
В 1973 году окончил философский факультет Ленинградского государственного университета.
C ноября 1974 по 20 июля 1978 года был сотрудником Пушкинского дома.
К 1977 году прекратил литературное творчество. В 1978 года поступил в Ленинградскую духовную академию, в 1980 году принял монашество с именем Алексий и был рукоположён в сан иеродиакона. Как отмечал Эрль, «его православное самосознание стало необъяснимым образом сочетаться с ярко (и яро) выражаемыми националистическими интересами». В 1982 году окончил Ленинградскую духовную академию.
В 1984—1986 годы по просьбе архиепископа Павла (Олмари) и по благословению патриарха Пимена командирован для несения иноческих послушаний в Ново-Валаамский монастырь в Финляндии. В 1986 году упоминается преподавателем Ленинградской духовной семинарии в сане иеромонаха.
В 1988—1991 годы в сане игумена был настоятелем Покровской церкви в Мариенбурге (Гатчине). Являлся настоятелем Валаамского подворья в Санкт-Петербурге.
В 1992 году перешёл РПЦЗ, которой симпатизировал и ранее. Стал настоятелем основанного в начале 1992 года храма святого Александра Невского при гимназии № 1 в Гатчине в Ленинградской области.
В мае 1993 года на Архиерейском Соборе РПЦЗ митрополитом Виталием (Устиновым) был рекомендован в качестве кандидата для рукоположения в сан епископа, но тогда решение не было принято.
В начале 1994 года в городе Тампере в Финляндии в юрисдикции РПЦЗ был основан Преображенский православный приход, настоятелем которого стал игумен Алексий.
«Нашему приходу РПЦЗ Александра Невского в Гатчине в 1994 году администрация давала очень хороший участок рядом с Варшавским вокзалом, на котором были старый магазин и ветхий двухэтажный дом, под храм. Но настоятель о. Алексий (Макринов) отказался. Сказал: в школе (у нас был домовой храм в школе) даже за уборщицу платить не надо».
5 июля 1994 года на первой сессии Архиерейского Собора РПЦЗ в Сан-Франциско прочитал доклад о «падшем духовном состоянии МП» и особенно о её экуменической деятельности.
29 ноября 1994 года решением второй сессии Архиерейского Собора РПЦЗ в Леснинском монастыре, по представлению его председателя митрополита Виталия (Устинова), избран для рукоположения в сан епископа и возведён в сан архимандрита.
30 ноября 1994 года решением второй сессии Архиерейского Собора РПЦЗ назначен благочинным Северо-Западного округа.
Назначение Синодом РПЦЗ архимандрита Алексия (Макринова) на Санкт-Петербургскую кафедру стал поводом для окончательного разрыва отношений между созданной Валентином (Русанцовым) Российской православной свободной церкви с РПЦЗ. В конце концов его епископская хиротония так и не состоялась. По мнению Виктора (Пивоварова) «его за непробудную пьянь отвергли»
16 и 17 сентября 2000 года в храме Александра Невского в Гатчине, настоятелем которого был архимандрит Алексий (Макринов) служил всенощную и литургию епископ Торонтский Михаил (Донсков).
Будучи резко негативно настроен по отношению к Русской Православной Церкви, в штыки воспринял решения Архиерейского Собора РПЦЗ, состоявшегося в октябре 2000 года, направленные на примирение с Церковью в Отечестве. На воскресном собрании в Гатчине после криков и смятения было принято решение больше никого не поминать. На последовавшей за этим литургии ни один архиерей не поминался.
24 ноября вместе со священником Павлом Симаковым и иеромонахом Васонофием (Капраловым) заявил о своём разрыве с РПЦЗ временно управляющему Санкт-Петербургской епархией РПЦЗ Епископу Евтихию извещение о своём отложении от РПЦЗ. В документе говорится, что после внимательного ознакомления с принятыми прошедшим в октябре 2000 года Архиерейским Собором РПЦЗ документами, под которыми стоит и подпись Епископа Евтихия, оо. Алексий, Павел и Варсонофий пришли к выводу, что в намерения Епископа Евтихия «входит систематическая работа в направлении объединения (унии) РПЦЗ с Московской патриархией — лжецерковью, поражённой ересью экуменизма». Обращаясь к Епископу Евтихию, петербургские клирики отмечают: «Поставив свою подпись под документами Архиерейского Собора РПЦЗ 2000 года и исповедовав еретическую Московскую патриархию „церковью“, Вы всенародно, определённо и открыто выразили своё желание вступить в унию с экуменистами, приобщились их epеси, преподали её верующим в качестве истинного православного учения и тем самым подпали под анафему Архиерейского Собора РПЦЗ 1983 года». Данное извещение подписали более 100 человек прихожан. Все остальные священнослужители и их паства, от них отделились.
В обращении к «собранию духовенства РПЦЗ во Франции», также выступившее критически по отношению к попытками примирения с Московским Патриархатом, писал: «мы выступаем от имени Санкт-Петербургской Епархии РПЦЗ. У нас есть твёрдое упование обрести канонического Епископа. Прежде всего, наши чаяния направлены на Владыку Варнаву, единственного пока Епископа, отвергшего решения разбойничьего собора, на Владыку, известного своим неизменным стоянием за святое Православие в течение 18 лет своего архиерейства».
К ним присоединился также священник Николай Фуртатенко из Киева. Всего в итоге насчитывалось около 10 общин, которые в ноябре 2000 года образовали независимую юрисдикцию.
В начале следующего года Александро-Невский домовой храм был передан Русской православной церкви. Последнюю литургия прошла на Крещение 2001 года.
В июле 2001 года приняли название «Особый церковный округ Православной Российской Церкви». Фактически её возглавлял архимандрит Алексий (Макринов).
Уже 20 ноября 2001 года округ вновь начал поминать митрополита Виталия, прикрываясь именем которого, некоторые клирики и миряне РПЦЗ, в том числе Варнава (Прокофьев), создали неканоническую РПЦЗ(В).
По состоянию на март 2002 года вместе с иеромонахом Варсонофием (Капраловым) входил в Санкт-Петербургское благочиние РПЦЗ(В).
Не признав законным прещения в адрес Варнавы (Прокофьева) со стороны Синода РПЦЗ(В) в 2004 году, остался в его подчинении вместе с ещё несколькими клириками. В октябре того же года Варнава слудил в Петербурге в домовой церкви Алексия (Макринова).
После возвращения Варнавы (Проковьева) в РПЦЗ оказался «Истинно-Православной Церкви Молдавии» (иначе РПЦЗ(М)), возглавляемой Антонием (Рудей).
16-18 марта 2007 года он и ещё 8 священнков РПЦЗ(В) по благословению епископа Бэлцкого и Молдовского Антония (Рудея) участвовал в «Пастырском совещании» в селе Амосовка Курской области. Касаясь основного пункта «повестки дня» РПЦЗ(В) — выборов нового первоиерарха, авторы обращения Пастырского совещания отмечают: «В таком деле как выбор Архиерейским Собором нового Первоиерарха спешка ничего хорошего не сулит… Наша Церковь подходит к этому так, чтобы через Пастырские Собрания на местах духовенство и миряне смогли выразить предстоящему Архиерейскому Собору РПЦЗ(В) свои пожелания».
На 2008 год являлся клириком РПЦЗ Антония (Рудея). В 2009 году клирик РПАЦ Алексий Лебедев указывал, что паства Алексия (Макринова) «не превышает десятка человек».

## Сочинения
машинописи
- Дм. М. К вопросу о Хеленуктизме: Две статьи. Машинопись. 3 с.
- Дм. М. Котовращение: Динамическая драма. Машинопись . 2с.
- Дм. М. Николай Иванович бесстрашно полетел: Рассказ. Машинопись. 1 с.
- Дм. М. Про то, как Лысенкова не было: Рассказ . Машинопись. 1с.
- Дм. М. Про то, как Лысенков спал: Рассказ. Машинопись. 1 с.
- Дм. М., Н. Ф. Сельские песни после грозы, или Влюбленный бес. Машинопись. 7 с.
- Дм. M., Эрль В. Гишторические наблюдения и наставления благоразумные, подчерпнутые из моря житейского и записанные Макриновым Дмитрий Борисовичем и Эрлем Владимир Ибрагимовичем. Машинопись . 3 с.
- Дм. М., Эрль В. Три сестры. Машинопись. 1 с.
- Киселёва Л., Дм. М., ВНЕ, Н. Ф., Эрль В. Летний вечер: Драма в трех действиях, с прологом и эпилогом. Машинопись. 5 с.
- Алексий (Макринов), иером. Краткий грамматический справочник по церковнославянскому языку. — Л.: Б.и., 1981.

публикации поэзии
- Стихи // Острова: Антология лен. неофиц. поэзии. — Л., 1982
- Три поэмы / Публикация и вступительная заметка Владимира Эрля. // Митин журнал. 1986. — № 11 (сентябрь/октябрь).
- Буффон: Трагедия / Публикация Владимира Эрля // Митин журнал. 1986. — № 12 (ноябрь/декабрь).
- Стихи, драма // Эрль Вл. Хеленуктизм: Стихи, драмагедии, полемика. — СПб., 1993.

прочие публикации
- Юбилейная пушкиниана // Литература в школе. 1976. — № 4. — C. 74—81 (в соавторстве с В. Лысенко и Е. Лебедевым).
- XXIV Пушкинская конференция // Русская литература. 1976. — № 4. — С. 376—378
- XXV Пушкинская конференция // Русская литература. 1978. — № 4. — С. 214—219.
- Подготовительный семинар к Всемирной конференции [ВСЦ] // Журнал Московской Патриархии. 1979. — № 9. — С. 55-56.
- В Минской епархии (паломничества преподавателей и учащихся ЛДА и ЛДС) // Журнал Московской Патриархии. 1980. — № 9. — С. 38-39.
- Паломничества студентов Ленинградской Духовной Академии школ [в Киев] // Журнал Московской Патриархии. 1982. — № 5. — С. 16.
- Вклад Санкт-Петербургской — Ленинградской духовной академии в развитие библеистики (переводы Священного Писания на русский язык и библейская текстология) // Богословские труды: Юбилейный сборник, посвященный 175-летию Ленинградской духовной академии. — М., 1986. — C. 199—210.
- Восточно-славянские продолжатели переводческих трудов. свв. Кирилла и Мефодия // Международен симпозиум «1100 години от блажената кончина на св. Методий». Том 2. — София: Синодално издателство, 1989. — С. 97—99.
- Помогите Русской Церкви в Финляндии // Православная Русь. 1994. — № 15 (1516).
- Письмо из России клирика РПЦЗ (Захоронение «екатеринбургских останков») // Православная Русь. 1998. — № 12 (1609).
- Мерзость запустения, экуменизм и церковный либерализм — д-р ф.н. Людмилa Перепелкинa под общей редакцией архимандрита Алексия (Макриновa), С. Петербург, 1998
- Обращение к духовенству, монашествующим и мирянам Русской Православной Церкви Заграницей // listok.com, 2000 (соавторы: иеромонах Варсонофий (Капралов), священник Павел Симаков)
- «С волком можно разговаривать только через забор». Обращение к собранию духовенства РПЦЗ во Франции // Вертоград. 2000. — № 12 (69).